# Rediviva albifasciata
Rediviva albifasciata is een vliesvleugelig insect uit de familie Melittidae. De wetenschappelijke naam van de soort is voor het eerst geldig gepubliceerd in 1994 door Whitehead & Steiner.